# Władysław Rey
Władysław Rey (także Władysław Rej) z Nagłowic herbu Oksza (ur. 1612, zm. 1682) – podskarbi nadworny koronny w 1667 roku, wojewoda lubelski w latach 1667-1682, starosta libuski i sołotwiński, stolnik krakowski, kanclerz królowej Polski Ludwiki Marii Gonzagi do 1662 roku oraz jej podskarbi w 1661 roku, ambasador Rzeczypospolitej w Królestwie Francji w 1666 roku, przedstawiciel dyplomatyczny Rzeczypospolitej w Królestwie Szwecji w 1660 roku.

## Życiorys
Syn Andrzeja Reja, prawnuk Mikołaja Reya z Nagłowic. Studiował na uniwersytetach w Lejdzie i Utrechcie.
Właściciel Przecławia. Uczestnik bitwy pod Beresteczkiem w 1651 oraz walk o Warszawę (1656). Ożenił się z Teofilią Gorajską córką Zbigniewa Gorajskiego – przywódcy polskich kalwinistów. Początkowo sam był kalwinistą, jednak ok. 1655 przyjął katolicyzm.
Poseł sejmiku proszowickiego na sejm zwyczajny 1654 roku, sejm nadzwyczajny 1654 roku, sejm 1655 roku, sejm 1659 roku, poseł sejmiku opatowskiego na sejm 1662 roku, sejm 1664/1665 roku, poseł sejmiku mielnickiego na pierwszy sejm 1666 roku, poseł na sejm 1658 roku
.
Uczestnik kongresu pokojowego w Oliwie w 1660 roku.
W 1661 roku otrzymał ze skarbu francuskiego 3000 liwrów.  Na sejmie abdykacyjnym 16 września 1668 roku podpisał akt potwierdzający abdykację Jana II Kazimierza Wazy. Po abdykacji Jana II Kazimierza Wazy w 1668 roku, popierał do polskiej korony kandydaturę carewicza Fiodora. Był członkiem konfederacji generalnej zawiązanej 5 listopada 1668 roku na sejmie konwokacyjnym. Był elektorem Michała Korybuta Wiśniowieckiego z województwa lubelskiego w 1669 roku, podpisał jego pacta conventa. W czasie elekcji 1674 roku został sędzią generalnego sądu kapturowego. Był członkiem konfederacji generalnej zawiązanej 15 stycznia 1674 roku na sejmie konwokacyjnym. Elektor Jana III Sobieskiego z województwa lubelskiego w 1674 roku.